# 董宋臣
董宋臣（？—1260年），宋理宗時宦官。

## 生平
內侍出身，善逢迎，在宫中兴建芙蓉阁、香兰亭，供理宗享樂，人称董阎罗。寶祐元年（1253年）正月，董宋臣引臨安名妓唐安安入宮，子才上書勸誡理宗：“此舉壞了陛下三十年自修之操！”又主管御前马院及酒库。時人门联稱“阎马丁当，国势将亡”是指阎贵妃、马天骥、丁大全、董宋臣四人弄权乱政。卒贈节度使。

## 延伸阅读
[在维基数据编辑]
 《宋史/卷469》，出自脱脱《宋史》